# Personaggi di Alan Ford
Quello che segue è l'elenco dei personaggi principali comparsi nella serie a fumetti Alan Ford.

## Il Gruppo T.N.T.
Quello che segue è l'elenco dei componenti del gruppo di agenti segreti con sede a New York.

### Alan Ford
Giovane grafico pubblicitario, povero in canna, cresciuto in un orfanotrofio dove serviva come tuttofare, che entra a far parte del gruppo nel primo numero della serie grazie a un equivoco. La sua età apparente sembra circa di 25 anni. Caratterizzato da una ingenuità disarmante, nonostante il bell'aspetto (per creare graficamente il personaggio gli autori si ispirarono all'attore Peter O'Toole) e i salti mortali che fa per la ragazza di turno (Linda e Brenda sono le sue fidanzate più famose), è sfortunato in amore. Ha lavorato in precedenza in un pattinodromo dove ha imparato a essere un discreto pattinatore. Dal n. 429, dopo la morte degli altri componenti del Gruppo TNT, lavorerà con la bellissima maga francese Minuette Macon, sempre come agenzia investigativa. I due saranno assistiti da Clodoveo, il pappagallo del Numero Uno, che fornisce loro consigli utili per risolvere casi intricati e particolari. Si sposeranno nel n. 500.

### Bob Rock
È uno degli agenti più attivi del gruppo TNT. Molto basso e nasuto (autocaricatura di Magnus) e iracondo (tanto da ricordare il primo Paperino di Al Taliaferro), è da sempre vestito con una mantellina da cacciatore di cervi alla Sherlock Holmes, decorata con motivi scozzesi. Bob ha più o meno 35 anni. È sempre ai ferri corti con i postini Sigmund Mail e Pisistrate Nelson, e con l'anziano vicino per il volume della radio. Ha tre fratelli gemelli, di nome Tim, Tom e Tumb, le cui malefatte talvolta si incrociano con le missioni del gruppo; compare per la prima volta nel n. 1. Dopo l'incidente accaduto nel n. 428 si dedicherà prima alla carriera musicale insieme ai fratelli, e poi al teatro avendo una piccola parte in una commedia su Adolf Hitler, nel n.460.
L'agente Bob Rock è entrato a far parte dell'organico sin dall'inizio, assieme all'inseparabile amico Alan Ford.
Si contraddistingue per essere il più irascibile, permaloso e bisbetico del gruppo. Come tutti gli altri, anche lui non ha il becco di un quattrino e il suo spirito di iniziativa lo spinge, con esiti tragicomici, a industriarsi per guadagnare qualcosa da mettere sotto i denti. È comunque uno degli agenti più efficienti e non di rado il Numero Uno gli affida compiti di alta responsabilità.
Fisicamente si presenta come un omino di bassissima statura, con un grosso naso, che gli fa guadagnare il nomignolo di "tappo nasuto". Indossa sempre una vetusta mantellina stile Sherlock Holmes e dei pantaloni rattoppati.
Bob ha tre fratelli gemelli (Tim, Tom e Tumb Rock), che negli anni si sono dati alla malavita e passano non di rado tra le sbarre di una prigione.
A seguito del disastro aereo che coinvolge tutto il gruppo TNT (n. 428) si butta nella carriera musicale, incidendo un album con i suoi fratelli, del quale già nessuno più ha memoria (n. 440). Per questo si dedica al teatro, recitando in una modesta commedia su Hitler (n. 460). Dal numero 474 si è imbarcato, come ai vecchi tempi, in una missione con il Numero Uno.
Le fattezze di Bob Rock sono ricalcate su quelle di Magnus, il quale amava spesso raffigurarsi in questi individui bassi e con il naso molto accentuato.

### Il Numero Uno
È il "grande vecchio", colui che ha voluto e creato il gruppo TNT sfruttando le sue conoscenze. Alle volte usa lo pseudonimo Stravecchio de Vecchionis, ha un'età indefinibile e racconta di aver incontrato e conosciuto personalmente i personaggi più importanti della storia, da Omero a Gaio Giulio Cesare. È paralitico (da sempre), ricchissimo (pur vivendo in una stamberga), avido e dai modi molto spicci e bruschi. Viene chiamato da alcuni componenti del gruppo, come soprattutto Bob Rock, "barbabianca" o "il vegliardo" o più frequentemente "rimba" o "infernale/dannato vecchiaccio", a seconda degli umori, ma reclama l'appellativo di Sua Eccellenza. Compare per la prima volta nel n. 11 intitolato proprio Il Numero Uno, dove però appare solo come un vecchio demente: la sua pazzesca fisionomia definitiva si delinea soltanto in seguito. Pare conoscere vita, morte e miracoli di quasi ogni essere umano del pianeta, il tutto scrupolosamente annotato in un libriccino di minuscole dimensioni che porta sempre addosso. Ha un fedele assistente, il geniale inventore Grunf, di chiare origini tedesche. Nel numero 100, Le colline nere del Sud-Dakota, il gruppo fa la conoscenza di suo nonno, che alla fine della storia lascia al nipotino il pappagallo Clodoveo, mentre nel numero 350 Oh-oh Strabalda conosciamo la sua sorella gemella per aspetto fisico e modi. Tra i due non scorre buon sangue e sono numerose le volte i cui i due si guastano i piani a vicenda. Nel numero 50 Così nacque il gruppo T.N.T. il Numero Uno racconta di aver perduto l'uso delle gambe per la patria, mentre nel numero 140 L'eredità texana racconta, più esplicitamente, di essere rimasto paralitico per una caduta da cavallo. Dopo l'incidente accaduto nel n. 428, anche se non più a capo del Gruppo TNT, rimane una figura presente sullo sfondo di molte storie, agendo dietro le quinte, ma rivela anche palesemente il suo carattere di assoluto approfittatore, egoista e vendicativo, anche agli occhi di Alan stesso. Successivamente assume un ruolo paterno verso Alan e Minuette, considerandoli come figli dal punto di vista professionale.

### La Cariatide
Il suo vero nome è Gervasius de' Statuis ed è ex scrivano comunale e vedovo di una certa Ortensia. Reduce della Seconda Guerra Mondiale, servì come porta-ordini per il Comando Strategico Militare Americano, dove si "distinse" per la sua in-efficienza, cosa che lo porterà in seguito a essere reclutato dal Numero Uno (che era stato evidentemente mal informato sulle "abilità" di Gervasius). Compare già nel primo numero della serie ed è, in origine, il "capo" in quanto è il primo componente del gruppo ingaggiato direttamente dal Numero Uno e da questi incaricato di arruolare gli altri agenti necessari a costituire il gruppo e da questi visto quindi come tale. Funge inizialmente da tramite tra gli altri agenti e il Numero Uno che fornisce gli ordini. Vista la sua carica da semplice passacarte, sfrutta la poca autorità che gli viene riconosciuta per passare il tempo a dormire e ad accudire la cavia Squitty. Dopo l'incidente incontra Domitilla Scaldabagno, padrona di una pizzeria intenzionata a sposarlo ma che è indecisa fra lui e Geremia. Quindi i due lavoreranno insieme nella pizzeria della donna.

### Geremia
Nome completo Geremia Lettiga, è immigrato dal Sud Italia a New York dove svolge svariati lavori: lustrascarpe, spazzino, venditore di bibite nei cinema prima di stabilizzarsi come venditore di limoni. Viene contattato direttamente dalla Cariatide. Oltre a dormire nel negozio di fiori o a lamentarsi dei malanni che lo affliggono (è chiaramente ipocondriaco) fa poco altro. Compare sin dal primo numero e inizialmente la sua ipocondria non è molto accentuata. Si dedicherà dopo l'incidente accaduto nel n. 428 ad allestire insieme a Cariatide una pizzeria gestita da Domitilla Scaldabagno. Geremia è un uomo sui sessant'anni, calvo e con un solo dente. Porta sempre una manta con tante toppe colorate e un paio di occhiali a lente grande. Fu inizialmente contattato da Cariatide, per entrare nel gruppo TNT. Anche se compare poco nelle storie, Geremia è un dormiglione e un ipocondriaco, poiché si lamenta sempre dei suoi dolori immaginari. Oltre a essere una ‘spia’, svolge molti lavori, dal venditore di limoni sino al lustrascarpe, oltre ad avere una pizzeria insieme a Cariatide. In alcuni episodi, si dedica spesso a fare il brodo per la banda TNT. In un'intervista del Sette, Max Bunker dichiara che si è ispirato a Geremia grazie a suo zio, ancora vivente, che ha più di 100 anni. Nei primi episodi, Geremia non viene descritto come ipocondriaco.

### Grunf
È la guardia del corpo del Numero Uno, nonché l'"inventore" del gruppo TNT. Il suo vero nome è Grunt von Grunt; Otto Grunf, tedesco di Germania nella sigla del cartone animato, compare per la prima volta nel n. 1, dove viene chiamato "Grunt" nei primi numeri. Dall'abbigliamento sembra un aviatore della prima guerra mondiale, portando sempre una divisa e degli occhiali da aviatore, mentre fisicamente si presenta come un uomo sulla sessantina dotato di lunghi baffi bianchi. Possiede un laboratorio dal quale si accede da un tombino posto nella "palestra dell'ardimento" dove, con risicati mezzi ed esigui finanziamenti da parte del Numero Uno, cerca di fornire agli agenti del gruppo T.N.T. mezzi di trasporto e armi che qualche volta funzionano anche. Prima di entrare nel gruppo, Grunf, che era nato in Germania prima della Grande Guerra, "combatté" nella prima e nella seconda guerra mondiale come addetto meccanico per l'aviazione tedesca, dove però svolse, al contrario dei suoi connazionali, un pessimo servizio, sabotando diversi aerei nell'aviazione tedesca compreso l'aereo del Barone Rosso, ricevendo, dopo la caduta del Nazismo, addirittura un encomio dall'esercito americano, i quali credendo che Grunf fosse stato segretamente un anti-nazista durante la guerra, si convinsero che aveva sabotato l'aviazione tedesca di proposito, contribuendo alla vittoria degli alleati. Grunf, una volta ricevuto l'encomio decide quindi di trasferirsi in America, avendo però poca fortuna a trovare un lavoro e avendo letto l'articolo della Cariatide, in merito alla ricerca di spie da reclutare, si propone per la posizione, venendo reclutato dal Numero Uno. Sopravvissuto, come tutti, all'incidente del numero 428 Il Presagio, finisce a lavorare in un circo dove un donnone di nome "Strudel" intende obbligarlo a sposarla. Fuggito, grazie anche all'aiuto di Alan e del Conte, Grunf decide di coronare il suo sogno d'amore con una donna di nome Gertrude, un'avvenente pilota. Grunf si caratterizza nella serie per una grande inventiva nel creare diversi macchinari e congegni per aiutare il gruppo TNT nelle sue missioni, ma quasi sempre le sue invenzioni si rivelano prima o poi un colossale fallimento. Le sue intenzioni sono lodevoli, l'impegno profuso è massimo e le conquiste a cui mira di un certo livello, ma purtroppo (o per fortuna) ogni suo tentativo di metterle in atto sfocia in esilaranti gag, sebbene sia in grado di creare complessi macchinari (mal funzionanti) con oggetti dismessi trovati in discarica (anche se visti i suoi trascorsi nell'esercito tedesco, non sembra essere la provenienza dei materiali la ragione dei suoi insuccessi). Nonostante tutte queste debacle, il gruppo TNT continua a tenere come esperto scienziato, nel proprio organico, il simpatico Grunf di Germania. Viene spesso soprannominato il “tricheco” dagli altri componenti del gruppo TNT, per la sua somiglianza con l'animale, data dai vistosi baffi. Gestisce inoltre la "Palestra dell'Ardimento": il cortile sul retro del negozio di fiori, dove impone ai camerati massacranti allenamenti. Inoltre, sotto il giubbotto indossa sempre una dolce vita nera, con motti "dannunziani" e non, sempre diversi: "chi vale vola, chi vola vale, chi non vola è un vile", "Marciare non marcire", "Ardisco non ordisco", " Noi tireremo diritto... fino alla prima curva" e simili.

### Il Conte Oliver
Nobile decaduto del casato degli Oliver-Oliver emigrato negli Stati Uniti d'America dalla natia Gran Bretagna per sfuggire a problemi con la legge dovuti alla sua tendenza ad appropriarsi di beni altrui, assunto nel gruppo, approfitta della sua posizione per rubare quello che capita e rivenderlo sempre al suo ricettatore di fiducia, il mitico "Bing" (omonimo del famoso Samuel Bing mercante d'arte, appare nel n. 55 "Una trappola per il gruppo TNT"), compare per la prima volta nel numero 2 Il Dente Cariato e non già dal primo numero in quanto Bunker riteneva di aver già introdotto troppi personaggi. È di alta statura (modellato sulle sembianze di Max Bunker) e sempre vestito elegantemente anche se con abiti che presentano evidenti segni di usura del tempo, con bombetta e un monocolo sull'occhio destro. Ha immancabilmente basettoni e una barba incolta. Le sue capacità sono utili al gruppo per reperire quanto necessario per il buon esito delle missioni. Nel numero 83 Giallissimo vengono raccontate le origini sue e del suo casato: il casato degli Oliver-Oliver nacque dal matrimonio combinato di Benjamin K. Oliver e una sua cugina, Lady Geraldine Oliver, una bella donna da cui i discendenti hanno ereditato la cleptomania. Il padre del conte aveva sperperato tutto l'ingente patrimonio in generi di conforto e avventure galanti, così Oliver, il più giovane e furbo dei figli, suggerì ai fratelli maggiori Jack e Patrick di rapinare i ricconi dei party a cui erano invitati. Ben presto il sospetto che fossero coinvolti nelle rapine li fece mettere al bando dalla buona società londinese, ma ormai si erano rifatti una certa agiatezza. Nel tentativo di lavorare in proprio i due fratelli maggiori del conte persero la vita: il primo, Jack, venne impiccato per aver ucciso un uomo mentre tentava di rubare un pianoforte, Patrick invece cadde da un tetto durante un inseguimento. Oliver continuò per lungo tempo la sua attività finché non venne arrestato. Per evadere si sostituì al suo compagno di cella, un gangster americano che aveva ottenuto l'estradizione. Così il conte Oliver degli Oliver-Oliver giunse a New York. Il Numero Uno scoprì che si nascondeva nella casa di un riccone (con l'intento di alleggerirlo dell'argenteria) e mandò la Cariatide ad arruolarlo con la minaccia di avvertire la polizia e di farlo rispedire in patria. In patria alla fine ci tornerà nel numero 380 Slalom dove il primo ministro Milton gli comunica che le accuse contro di lui sono cadute e può quindi ritornare nei suoi possedimenti inglesi. Il conte Oliver quindi lascia il gruppo e incomincia a lavorare per i servizi segreti inglesi, senza aver totalmente perso il vizio del furto. Ha un debole per le donne, tra cui Minuette, la moglie di Alan.

### Minuette Macon
È la compagna e socia in affari di Alan. Minuette, nata in Francia, ragazza orfana proprio come Alan, cresciuta in una casa di correzione gestita dalla maga Yvonne Leclerc a causa dei suoi precedenti per rapina, è l'ex moglie di un illusionista, Jean Macon, da cui ha ereditato il cognome. Incontra Alan per la prima volta nel n. 398. Appena divorziata da Jean, Minuette decide di vivere in America, dove ottiene un permesso di lavoro con l'FBI. Legandosi professionalmente e sentimentalmente ad Alan, la donna diverrà un membro del gruppo TNT. Alan si sposa con lei nel n. 500. Esperta in arti marziali e nella magia bianca.

### Agente MRF/12 Sez.16/1956738
Nel primo numero della serie, intitolato Il gruppo TNT, pubblicato nel maggio del 1969, Alan Ford viene scambiato per un altro agente, non conosciuto dalla Cariatide (di cui sapeva il solo numero di matricola, ignorandone anche il nome): è l'agente MRF/12 Sez.16/1956738 (la sigla viene citata alle pagine 95 e 101 del n. 1) che si presenta in ritardo, quando Alan, preso suo malgrado il suo posto, è già partito per una missione. Vestito alla maniera di un corriere ciclista della prima guerra mondiale (sullo stile del personaggio "Capannelle" del film I soliti ignoti), dotato di un carattere a metà tra lo spigliato e il serioso, scomparirà definitivamente alla centesima pagina (era apparso alla pag. 87), ucciso per mano nemica. È l'unico del gruppo a morire sul campo di battaglia.

## Filiale di Los Angeles

### Mister Lamp
Inventore pazzoide e geniale, dopo esser stato d'aiuto in diverse occasioni agli agenti del gruppo, entra a far parte della filiale di Los Angeles.

### Il Grande Cesare
Ambigua figura di gangster, prima nemico poi alleato e addirittura capo della filiale di Los Angeles del Gruppo TNT, dove sono arruolati anche Mr. Lamp e i 3 fratelli gemelli di Bob Rock. Nel n. 200 si scoprirà essere il mandante dell'omicidio del Numero Uno, avvenuto nel n. 184 (in realtà a morire fu una controfigura). Successivamente, nel n. 235 Il prigioniero della torre (gennaio 1989), verrà fuori che il mandante dell'omicidio del Numero Uno non era il vero Grande Cesare, ma suo fratello, affiliato alla setta dei Mangia. Tuttavia, lo stesso Grande Cesare, per gelosia di una giovane brasiliana, tradirà il Gruppo TNT vendendosi ai Mangia stessi, e verrà ucciso dal gruppo TNT nel n. 300 Un invito invitante (giugno 1994). Il suo nome deriva dal titolo del primo gangster movie girato in America, Piccolo Cesare (Little Caesar, 1931).

### Tim, Tom e Tumb Rock (fratelli di Bob Rock)
Sono i fratelli gemelli minori di Bob Rock. Figli del gangster Ebenezer Rock, al contrario del fratello hanno deciso di seguire le orme del padre, finendo spesso e volentieri al penitenziario di Yuma, a volte proprio per colpa del gruppo TNT. Bob pare molto legato a loro, tanto da entrare in crisi quando non sa se denunciarli o meno, esitazione che sparisce completamente quando i tre, approfittando della loro somiglianza con il fratello, lo inguaiano con la giustizia, come avviene nel numero 62 I 3 Rock. Nel numero 77 Succursale inaugurasi vengono arruolati, insieme a Mister Lamp, nella succursale del gruppo T.N.T. a Los Angeles. Attualmente i tre lavorano con Mister Lamp nel ristorante "Mamma Mia" (le loro capacità in cucina erano già state mostrate nel numero 61 La testa di coccodrillo), ma non disdegnano alle volte di tornare sulla via del crimine. Nel numero 32 Quando il q cuore fa bi-bim ba-bam, Bob Rock racconta che quelli dei tre non sono dei veri nomi ma le onomatopee prodotte dal padre svenendo lungo le scale alla notizia che gli erano nati quattro gemelli. L'infermiera che aveva fretta di finire il turno, segnò quei tre suoni come nomi. La somiglianza con Bob è impressionante, l'unica differenza è la pettinatura dei capelli e il fatto che Tumb porta i baffi.

## Animali
A vario titolo nel corso degli anni vari animali convivono con i membri del Gruppo TNT.
- Squitty: è una cavia di Cariatide; si limita a squittire e a dormire nella sciarpa del suo padrone. Compare nel numero 21 Bombafobia, ed è sempre obiettivo di dispetti da parte di Bob Rock e del cane Cirano. È ispirata alla cavia realmente posseduta da Maria Grazia Perini, all'epoca editor dell'Editoriale Corno[16], come raccontato da lei stessa anche in un'intervista pubblicata in appendice nel numero 80.
- Cirano: è un bracco italiano[6] che compare per la prima volta nel n. 18 Il cane da un milione di dollari (novembre 1970)[8]. È la caricatura del bracco di Maria Grazia Perini, all'epoca editor dell'Editoriale Corno[16]. Sviluppa un rapporto di amore-odio con Bob Rock e un istinto di sopravvivenza che talvolta lo spinge a essere accondiscendente con gli avversari di turno[8]. Nel numero 185 del novembre 1984, Nella memoria del caro estinto, abbandona il gruppo con Cariatide, Grunf e Geremia ma, al contrario di questi ultimi, Cirano passerà dalla parte di Tromb, dopo essere stato scacciato in malo modo dalla Cariatide, come appunto spiegato nel numero 189 del marzo 1985  Trombisti di Tutto il Mondo Unitevi.
- Clodoveo: è un pappagallo parlante e intelligente, in eterno contraddittorio con il Numero Uno, compare per la prima volta nel n. 100 Le colline nere del Sud Dakota (ottobre 1977); il Numero Uno lo riceve in eredità dal nonno. Dopo l'incidente diventò membro fisso dell'agenzia investigazioni TNT aiutando i giovani Alan e Minuette.
- Xeres: è un serpente texano del defunto zio Tobia Quantrill lasciato in eredità al Numero Uno. Tobia lo chiamava Xeres perché lo ha allevato a vino di Porto, anche se in realtà beve ogni genere di alcolico. Dopo l'incidente non si sa più nulla di lui.
- Prudy
- Pellicus

## Avversari
Quello che segue è un elenco parziale degli avversari che il gruppo TNT si è trovato ad affrontare negli anni:

### Superciuk

Superciuk

Superciuk, vero nome Ezechiele Bluff, è un sedicente giustiziere mascherato, che nella vita fa lo spazzino e non sopporta i poveri in quanto sporchi; pertanto decide di diventare un Robin Hood al contrario, che ruba ai poveri per dare ai ricchi. Perennemente soggetto alle angherie della compagna, la bandita Beppa Giosef, fondamentalmente è un idealista, convinto che i ricchi siano persone perbene in quanto non buttano le cartacce a terra. La sua folle crociata è spinta dall'ideale di un mondo pulito, privo di gente che sporca. Il consumo spropositato del barbera di pessima qualità (e successivamente un mix micidiale di terribili pomodori alla cipolla agliata), gli conferisce il super potere di una fiatata mefitica che stordisce gli avversari e i malcapitati che si trovano sulla sua strada e con la quale può fondere persino i metalli. Diviene paladino dei ricchi capitalisti di New York contro i "soprusi" del proletariato. Compare per la prima volta nel numero 26 Superciuk dell'agosto 1971. Numero fondamentale in quanto fu necessario ristamparlo più volte per le richieste in edicola e che permise alla testata di andare in attivo dopo due anni di vendite non soddisfacenti.
Nei due numeri del 1975, il n. 74 Superciuk colpisce ancora e il n. 75 Cala la tela per Superciuk, gli ultimi disegnati da Magnus, conosce il vero volto dei ricchi e rinsavisce decidendo di passare dall'altra parte aiutando i poveri. Ma, ricevute delusioni anche da questa parte, si spoglia dei panni del supereroe per cercare di perseguire la sua vera vocazione, tenere il mondo pulito, e si imbarca su una nave come uomo di fatica. Il personaggio ritornerà più volte nel corso degli anni, mantenendo il pieno gradimento da parte degli alanfordisti.

### Margot
La super-spia, è stata un avversario ricorrente. È il primo nemico che Alan Ford incontra entrando nel gruppo TNT. Nel n. 32, Quando il q cuore fa bi-bim, ba-bam, perde la memoria ed è ricoverata temporaneamente in un centro di igiene mentale.

### Beppa Giosef
È l'orrenda moglie di Superciuk, nota gangster; si trasforma in seguito in Morgana. Fa la sua prima comparsa nel n. 87 Super Super Superciuk (settembre 1976).

### Baby Kate
Nel numero 4 La casa dei fantasmi (agosto 1969) è una fantasma degli anni trenta che riappare sulla terra a causa di un mago fallito di nome Drake. Vive in una casa buia con Larrigan e i suoi accoliti. L'unico modo per liberarsi di questi fantasmi è pronunciare proprio la parola "fantasmi". Ritornerà nel numero 93 (marzo 1977) Riappare Baby Kate.

### Aseptik
È uno scienziato pazzo che cela la propria identità con una tuta anti-contaminazione, il cui obiettivo è rendere la terra un luogo inabitabile grazie all'inquinamento prodotto da una bomba super tossica di sua invenzione. Egli sostiene che gli uomini stanno sì inquinando la terra, ma troppo lentamente, per cui ha deciso abbreviare questa agonia. Farà la sua prima comparsa nel n. 40 Ecologia (ottobre 1972) e morirà nel n. 47 La minaccia di Aseptik (maggio 1973).

### Arsenico Lupon
È un personaggio bieco e ciarlatano che inganna le sue vittime coprendo con abiti eleganti i propri sotterfugi al motto di "assai galante e molto ladron". Il nome tradisce il riferimento letterario all'Arsenio Lupin di Maurice Leblanc. Come l'originale, è un esperto di travestimenti, ma, come chiarisce il suo nome, è anche un avvelenatore. Compare per la prima volta nel n. 53 Arsenico Lupon, assai galante e molto ladron (novembre 1973).

### Kreuzer
Sinistro scienziato, dalla testa deforme (tanto da essere soprannominato testa di lampadina) e l'occhio di vetro. Spesso è stato visto con l'occhio di vetro in mano: in alcuni numeri il destro, in altri il sinistro. Si presume una svista del disegnatore… Condannato per crimini di guerra e contro l'umanità a una pena di 298 anni e 3 mesi. Compare per la prima volta nel n. 3 Operazione Frankenstein (luglio 1969).

### Dr. Alsar
Scienziato che lavora in una clinica che anziché curare le persone le danneggia ancor di più. Sarà un componente del Trio Fantasticus.

### Violet
Figlia del Dr. Alsar, prima s'innamorerà di Alan, poi scoprendo che ha fatto arrestare il padre diventerà una sua grande nemica. Inoltre è furiosa con Alan in quanto l'ha resa calva.

### Brenda
Inizialmente innamorata di Alan, lui la andava sempre a trovare al Pio Istituto De Sade. Finché un giorno Ronald Dawson detto Papi se la portò via dall'istituto e Alan tentò di ritrovarla senza successo. Riapparsa nel n. 98, viene arrestata per aver rubato droga a Papi. Così si scopre che, dopo essere stata rapita da Papi, aveva iniziato a drogarsi e a considerare Alan solo uno sciocco. Nel n. 199 La tomba violata (gennaio 1986) muore per mano del Grande Cesare.

### Tromb o Mister Tromb
È uno dei primi nemici storici della serie; nonostante sia molto ricco e potente, Tromb è complessato fin dalla sua giovinezza per la sua obesità. Il suo obiettivo è sterminare la razza umana che lo ha deriso chiamandolo "grassone" e "palla di lardo". Formerà, in sostituzione del Cospiratore, con Alsar e Stampel il Trio Fantasticus. Compare per la prima volta nel n. 24 Boyscout (giugno 1971).

### Stampel
Inventore geniale dagli scarsi mezzi economici e con una gamba di legno, costretto a metterla in vendita per potersi sfamare. Più che altro viene coinvolto da altri nemici, come Strabalda, Mister Tromb o il Cospiratore, che ne sfruttano le invenzioni strampalate per i loro malvagi scopi.

### Il Cospiratore
È un individuo mascherato che darà non pochi problemi al Gruppo TNT, fondando il Trio Fantasticus, con Alsar e Stampel. Morirà nel n. 65, trovandosi nel luogo dove era caduta la fiala del dottor Aseptik e verrà sostituito da Tromb; resusciterà nel n. 163.

### Il Barone Wurdalak
Il vampiro, proviene dalle pagine di Satanik, ma è diventato il capo di un trio di vampiri imbranati (ma comunque pericolosi). Un tempo aveva anche due servitori non vampiri, Krud e Kott (in seguito vampirizzati da lui stesso, quindi impalati da un cacciatore di vampiri). Nelle storie più recenti il suo castello è stato acquistato dal ricchissimo texano Tom Dig Ballas e da sua moglie Sue Ellen. In questo arco narrativo il barone ha accettato il contratto per non separarsi dal suo castello e per poter succhiare altro sangue (ai turisti). Compare per la prima volta nel n. 71 In Transilvania c'è un castello che... (maggio 1975).

### Gommaflex
Il personaggio di Gommaflex è nato per la TV, quando Bunker e Piffarerio dovevano creare qualcosa di nuovo per Supergulp!, la trasmissione di fumetti di Giancarlo Governi. Gommaflex ha la faccia di gomma che gli permette di assumere le sembianze di chiunque, e sfrutta questa abilità esclusivamente per scopi criminali. Debutta nel numero 110 Gommaflex (agosto 1978).

### I Mangia
Sono una setta segreta che mira al controllo del mondo. I capi della setta sono un cinese, un francese, un russo, un americano e un inglese, i quali poi trasmetteranno ai loro discendenti l'appartenenza alla setta. I discendenti dei Mangia verranno eliminati uno per uno dal Gruppo TNT, tranne il francese (il cui nipote si è fatto frate rinunciando ai Mangia) e l'americano, in quanto l'ultimo discendente del capo Mangia americano è il Generale War, da sempre rifiutatosi di aderire alla setta. Anche dietro l'attentato al Numero Uno del n. 184, come si chiarirà in seguito, c'erano i loschi disegni dei Mangia, attraverso il fratello del Grande Cesare. La setta fa la sua prima comparsa nel numero 235 Il prigioniero della torre (gennaio 1989).

### Anten-Man
Personaggio della generazione di Perucca. È chiaramente ispirato, anche fisionomicamente, a Silvio Berlusconi quando svolgeva la sua attività di imprenditore delle comunicazioni e dell'editoria. Il suo disegno criminale consiste nell'avere il monopolio dell'informazione oscurando i segnali televisivi della concorrenza. Fa la sua prima apparizione nel numero 253 Anten-Man (luglio 1990).

### Strabalda
Sorella gemella del Numero Uno, detesta mortalmente il fratello. Compare per la prima volta nel numero 350 Oh-oh Strabalda, dove racconta che il suo odio ha origine da un episodio dell'infanzia: lei e il Numero Uno (che nel flashback è raffigurato sempre con la barba) avevano ricevuto in dono dal nonno rispettivamente una bambola e una palla. Mandata Strabalda a riprendere il pallone che era finito nel fiume (secondo la sorella l'aveva fatto apposta), il Numero Uno fece a pezzi la bambola della sorella e infine la spinse in acqua. Più avanti nel tempo vi sono dei riferimenti riguardo a una certa parte di eredità e del testamento del padre dei due che non è mai stato trovato. Benché lo minacci spesso di morte, il Numero Uno ha un comportamento strano nei confronti della sorella, sia per il ritardo con cui si vendica sia per quella volta che le salvò la vita in L'ultimo film di Bill Mikowsky nonostante il suo recente tentativo di ucciderlo. Sicuramente Strabalda è fra tutti i personaggi di Alan Ford quella che più è in grado di capire la mente del grande e infernale vecchiaccio, nonché una dei pochi a conoscere il suo vero nome benché, tra i dialoghi dei due, non venga mai fuori.

### Domitilla Scannagatti
Cantante lirica, rivale di Minuette, ossessionata da Alan. Cattiva e intelligente, Domitilla è una donna determinata ad avere Alan per sé. Esordisce nel n. 446.

### Diamond Fitzgerald
Multimilionario i cui mezzi per guadagnare non sono proprio etici. Per creare coinvolgimento intorno a un suo prodotto, lo stracchino Superstrack, non esita a far rapire l'attore dello spot. Si mostra al pubblico solo attraverso un megatelevisore, la sua segretaria mantiene i contatti con l'esterno. Minuette e Alan sono i suoi nemici dichiarati, perché rovinano spesso i suoi piani.

### Geko Limortacci
Killer al soldo di Diamond Fitzgerald, apparso nel n.461; ha il compito di ostacolare Alan e Minuette, ma fallisce sempre.

## Comprimari
Quelli che seguono sono personaggi secondari che non fanno parte del Gruppo TNT e che compaiono saltuariamente all'interno di varie storie.

### Ispettore Brok
Agente della polizia di New York, inetto e bonaccione. Il nome è una parodia dell'Ispettore Rock, protagonista di una pubblicità di Carosello.

### I tre  consiglieri comunali
Sono tre consiglieri comunali della città di New York, obesi e con le fattezze da suino e impegnati sempre in intrallazzi legati al loro ruolo.

### Il suicida
Personaggio saltuario che compare nei momenti più disparati all'interno delle storie incrociando alcuni dei personaggi del Gruppo TNT. Chiamato De Suicidis (il nome di battesimo non è noto), si caratterizza per il fatto che ogni suo tentativo di porre fine alla sua esistenza fallisce miseramente. Compare fin dal primo numero della serie.

### Tobia Quantrill
Vecchio compagno d'avventure del Numero Uno.

### Linda
Ragazza della quale Alan Ford si innamora non ricambiato.

### Generale War
Un infido generale dell'esercito americano che spesso e volentieri intrattiene rapporti, nella maggior parte dei casi piuttosto loschi, col Numero Uno e si serve del Gruppo TNT per sbrigare determinate faccende scomode.